# Michael Curtiz
Michael Curtiz, de nom real Manó Kaminer o Mihály Kertész (24 de desembre de 1886, Budapest, Imperi Austrohongarès - 10 d'abril de 1962, Hollywood (Califòrnia), fou un director estatunidenc d'origen hongarès. Es considera que és un dels directors més prolífics de la història del cinema.:67
Curtiz va introduir a Hollywood un estil visual únic amb il·luminació artística, moviments extensius i fluids de la càmera, posicions elevades de la grua i angles de la càmera inusuals. Era molt polifacètic i podia fer dirigir qualsevol tipus de pel·lícula: melodrama, comèdia, història d'amor, film noir, musical, història de guerra, èpica occidental o històrica. Sempre va parar atenció en l'aspecte humà de qualsevol història, afirmant que els "problemes humans i fonamentals de les persones reals" eren la base de qualsevol bon drama.

## Biografia
Va néixer el 1886 a Budapest, en aquell temps dins l'Imperi Austrohongarès, en el si d'una família jueva. El seu pare era fuster i la seva mare cantant d'òpera Michael. El 1905, va hongaritzar el seu nom i es digué Mihály Kertész. Va recordar durant una entrevista que de petit vivien amuntegats en un apartament, on va haver de compartir una petita habitació amb els seus dos germans i una germana; moltes vegades passaven gana.:20 Sembla que Curtiz va marxar de casa seva als 17 anys per unir-se a un circ; però Curtiz havia explicat relats diferents sobre la seva vida de jove al llarg de la seva carrera, i no s'han confirmat detalls exactes sobre aquest període.:5
després e seguir una formació d'actor a la Royal Academy fur Theater and Art. El 1912, va començar la seva carrera d'actor i d'escenògraf a Hongria sota el nom de Mihály Kertész,:5 realitzant en total 43 pel·lícules. També va formar part de l'equip d'esgrima hongarès als Jocs Olímpics de 1912 a Estocolm.:163

### Primera Guerra Mundial
El 1913, Curtiz va començar a viure en diverses ciutats d'Europa treballant en pel·lícules mudes. Durant la Primera Guerra Mundial va lluitar amb el seu país i va ser ferit al front rus. D'aquesta època Curtiz va dir que "l'alegria embriagadora de la vida es va interrompre, el món s'havia enfadat ... Ens van ensenyar a matar. Vaig ser incorporat a l'exèrcit de l'Emperador ... Després, van passar moltes coses: destrucció, milers de mort per sempre silenciats, paralitzats o enviats a tombes anònimes. Després va arribar el col·lapse d'Àustria-Hongria".:22 Va col·laborar amb la Creu Roja a Hongria, i va dirigir pel·lícules a Budapest per a Phoenix Films, però la major part s'han perdut.:173
Cap al 1918 ja era un dels directors hongaresos més destacats, amb unes 45 pel·lícules.:163 Però la indústria del cinema a Hongria es nacionalitzà i el retornar a Viena. Amb el comte Alexander Kolowrat (conegut com a Sascha) va realitzar almenys 21 pel·lícules per al seu estudi de cinema, Sascha Films. Curtiz va escriure més tard que allà, "va aprendre les lleis bàsiques de l'art cinematogràfic que, en aquells dies, havia progressat més a Viena que en qualsevol altre lloc".:173

### Hollywood
Una de les moltes pel·lícules, Moon of Israel, captà l'atenció de Jack i Harry Warner. Harry viatjà a Europa el 1926 per seguir la feina de Curtiz com a director. Li van oferir un contracte per ser director al seu nou estudi de cinema a Hollywood, la Warner Bros. Quan Curtiz va acceptar l'oferta de la Warner, ja era un director prolífic, ja que havia fet 64 pel·lícules en països com Hongria, Àustria i Dinamarca.:3
Desembarcà a Hollywood el 1926, i dirigí pel·lícules amb Errol Flynn que han esdevinguts grans clàssics del cinema: El capità Blood (1935), La càrrega de la Brigada lleugera (1936) i culminant amb Les aventures de Robin Hood (1938). Però és gràcies a Casablanca, amb Humphrey Bogart i Ingrid Bergman, que la firma de Curtiz pertany al panteó del cinema.

## Filmografia

### 1910
- The Last Bohemian (1912)
- Today and Tomorrow (1912)
- Captive Souls (1913)
- My Husband's Getting Married (1913)
- The Exile (1914)
- The Borrowed Babies (1914)
- The Princess in a Nightrobe (1914)
- Prisoner of the Night (1914)
- Bánk Bán (1914)
- Golddigger (1914)
- One Who Is Loved By Two (1915)
- Seven of Spades (1916)
- The Strength of the Fatherland (1916)
- The Karthauzer (1916)
- The Black Rainbow (1916)
- The Wolf (1916)
- The Medic (1916)
- Mr. Doctor (1916)
- Master Zoard (1917)
- The Red Samson (1917)
- The Last Dawn (1917)
- Spring in Winter (1917)
- Tatárjárás (1917)
- Secret of St. Job Forest (1917)
- Nobody's Son (1917)
- The Charlatan (1917)
- A Penny's History (1917)
- The Fishing Bell (1917)
- Earth's Man (1917)
- The Colonel (1917)
- Peace's Road (1917)
- Jean the Tenant (1917)
- A Víg özvegy (1918)
- Magic Waltz (1918)
- A Skorpió I. (1918)
- The Devil (1918)
- Lulu (1918)
- Lu, the Coquette (1918)
- Júdás (1918)
- The Ugly Boy (1918)
- Alraune (1918)
- 99 (1918)
- The Sunflower Woman (1918)
- Liliom (1919)
- Jön az öcsém (1919)
- The Lady with the Black Gloves (1919)

### 1920
- Boccaccio (1920)
- The Star of Damascus (1920)
- The Scourge of God (1920)
- Miss Tutti Frutti (1921)
- Good and Evil (1921)
- Mrs. Dane's Confession (1921)
- Labyrinth of Horror (1921)
- Sodom and Gomorrah (1922)
- Young Medardus (1923)
- Avalanche (1923)
- Nameless (1923)
- A Deadly Game (1924)
- General Babka (1924)
- Harun al Raschid (1924)
- Moon of Israel (1924)
- Das Spielzeug von Paris (1925)
- Cab No. 13 (1926)
- The Golden Butterfly (1926)
- The Third Degree (1926)
- A Million Bid (1927)
- The Desired Woman (1927)
- Good Time Charley (1927)
- Tenderloin (1928)
- Noah's Ark (1928)
- Glad Rag Doll (1929)
- Madonna of Avenue A (1929)
- The Gamblers (1929)
- Hearts in Exile (1929)

### 1930
- Mammy (1930)
- Under a Texas Moon (1930)
- The Matrimonial Bed (1930)
- Bright Lights (1930)
- A Soldier's Plaything (1930)
- River's End (1930)
- Demon of the Sea (1931)
- God's Gift to Women (1931)
- The Mad Genius (1931)
- The Woman from Monte Carlo (1932)
- The Strange Love of Molly Louvain (1932)
- Alias The Doctor (1932)
- The Cabin in the Cotton (1932)
- 20,000 Years in Sing Sing (1932)
- Mystery of the Wax Museum (1933)
- The Keyhole (1933)
- Private Detective 62 (1933)
- Goodbye Again (1933)
- El cas de l'assassinat al Club Caní (The Kennel Murder Case) (1933)
- Female (1933)
- Mandalay (1934)
- Jimmy the Gent (1934)
- The Key (1934)
- British Agent (1934)
- The Case of the Curious Bride (1935)
- Black Fury (1935)
- Front Page Woman (1935)
- Little Big Shot (1935)
- El capità Blood (Captain Blood) (1935)
- The Walking Dead (1936)
- La càrrega de la Brigada lleugera (The Charge of the Light Brigade) (1936)
- Stolen Holiday (1937)
- Mountain Justice (1937)
- Kid Galahad (1937)
- The Perfect Specimen (1937)
- Gold Is Where You Find It (1938)
- Les aventures de Robin Hood (The Adventures of Robin Hood) (1938)
- Four's a Crowd (1938)
- Four Daughters (1938)
- Angels with Dirty Faces (1938)
- Dodge City (1939)
- Daughters Courageous (1939)
- The Private Lives of Elizabeth and Essex (1939)
- Four Wives (1939)

### 1940
- Or, amor i sang (Virginia City) (1940)
- El falcó del mar (The Sea Hawk) (1940)
- Camí de Santa Fe (Santa Fe Trail) (1940)
- The Sea Wolf (1941)
- Dive Bomber (1941)
- Captains of the Clouds (1942)
- Yankee Doodle Dandy (1942)
- Casablanca (1942)
- Mission to Moscow (1943)
- Això és l'exèrcit (This Is the Army) (1943)
- Passatge a Marsella (Passage to Marseille) (1944)
- Janie (1944)
- Roughly Speaking (1945)
- Mildred Pierce (1945)
- Nit i dia (Night and Day) (1946)
- La vida amb el pare (Life with Father) (1947)
- The Unsuspected (1947)
- Romance on the High Seas (1948)
- My Dream Is Yours (1949)
- Flamingo Road (1949)
- The Lady Takes a Sailor (1949)

### 1950
- Young Man with a Horn (1950)
- Bright Leaf (1950)
- The Breaking Point (1950)
- Force of Arms (1951)
- Jim Thorpe -- All-American (1951)
- I'll See You in My Dreams (1951)
- The Story of Will Rogers (1952)
- The Jazz Singer (1952)
- Trouble Along the Way (1953)
- The Boy from Oklahoma (1954)
- Sinuhé, l'egipci (The Egyptian) (1954)
- Nadal blanc (Whiite Christmas) (1954)
- We're No Angels (1955)
- The Scarlet Hour (1956)
- The Vagabond King (1956)
- The Best Things in Life Are Free (1956)
- The Helen Morgan Story (1957)
- El rebel orgullós (The Proud Rebel) (1958)
- King Creole (1958)
- The Hangman (1959)
- Un home atrapat (The Man in the Net) (1959)

### 1960
- The Adventures of Huckleberry Finn (1960)
- A Breath of Scandal (1960)
- Francis of Assisi (1961)
- Els comanxers (The comancheros) (1961)